# Hexatoma (Eriocera) enavata
Hexatoma (Eriocera) enavata is een tweevleugelige uit de familie steltmuggen (Limoniidae). De soort komt voor in het Oriëntaals gebied.